# Brown megye (Texas)
Brown megye az Amerikai Egyesült Államokban, azon belül Texas államban található. Megyeszékhelye és legnagyobb városa Brownwood. Lakosainak száma 38 095 fő (2020. április 1.). Brown megye Callahan, Mills, San Saba, Eastland, Comanche, McCulloch és Coleman megyékkel határos.

## Népesség
A megye népességének változása:
| Lakosok száma | 38 101 | 38 017 | 37 841 | 37 749 | 37 896 | 38 095 |
|               | 2010   | 2011   | 2012   | 2013   | 2015   | 2020   |